# 瑞慶山ダム

瑞慶山ダム (1977年空中写真) と建設中の倉敷ダム (1993年空中写真)。左側は嘉手納弾薬庫。

瑞慶山ダム（ずけやまダム）は、沖縄島中部を流れる比謝川水系与那原川にあったダム。嘉手納弾薬庫地区に位置し、周辺基地の利水のため米陸軍工兵隊が建設した。1996年（平成8年）に完成した倉敷ダムによって置き換えられた。

## 歴史
建設の契機は1957年の旱魃であった。当時沖縄の基地を恒久化するため膨大な投資を行い、また徐々に沖縄一般の社会資本充実にも目を向けつつあった米軍はこの事態を重視し、翌年沖縄島南部の水道を整備するために琉球水道公社を組織し、それまでの島内の水道施設を「統合島内水道施設」に指定、天願浄水場、天願ダム、そして米軍専用のキャンプ・ハンセンダムなどと共に本ダムの建設に着手した。
当初アメリカ陸軍工兵隊はこの地域を管轄する沖縄地域工兵隊だけが関わっていたが、同工兵隊は本国工兵隊へ技術援助を求め、ワシントンのワラ・ワラ地域工兵隊から土質工学の専門家の援助を受けることとなった。この技術者は当初のダム予定地の基礎の状態が良好でないと判定し、より北部の福地川流域を選定した。代替として福地川が選定されたのは1963年の旱魃が影響していた。1959年12月に工事が開始され1961年2月に完成し、石川浄水場およびコザ浄水場の水源として利用された。
1963年4月24日、海軍建設大隊 (NMCB11) の記録によると、当時のキャンプ・キンザー (現在のキャンプ・シールズのこと) の北側約2マイルに位置する瑞慶山ダムが決壊する危険性があると陸軍工兵隊から連絡を受け、すべての兵士と管理区域の機材をキャンプ・ヘーグまで退避させた。
その後、ベトナム戦争や沖縄返還の経済効果などによって水需要が増加し続け水不足が慢性化した。対策として瑞慶山ダムとほぼ同じ位置により大きな新しい瑞慶山ダムが建設され置き換えられることになった。新しいダムは完成するまで瑞慶山ダムと呼ばれていたが、1996年（平成8年）4月1日を以て倉敷ダムと名付けられた。また、古いダムは撤去されず土砂堆積用として湖底に残されている。
1987年1月22日、倉敷ダム建設のために水抜き工事が行われ、ダムの水底から28年ぶりに旧倉敷の集落が姿を現したことを琉球新報が伝えている。沖縄戦以前までは、50数世帯が暮らす倉敷の集落があったが、沖縄戦で米軍に接収され、そのまま嘉手納弾薬庫となり、1958年には米国民政府がダム建設を通告した。